# Jacques Borker
Jacques Borker, né le 29 septembre 1922 à Paris, en France, fut l'un des premiers designers de tapis d'art français. Il est actuellement artiste peintre sur plexiglas.

## Biographie
Jacques Borker a étudié diverses disciplines artistiques à École des beaux-arts, où il était un contemporain et ami de Le Corbusier, Charlotte Perriand, Jean Lurçat, Zao Wou-Ki, Pierre Soulages et Hans Hartung. Au cours de Seconde Guerre mondiale, Borker a été impliqué dans la libération de Toulouse et a été actif dans la résistance française à Lyon, Toulouse et Grenoble.
Le travail de Borker a été exposé dans des galeries d'art et musées dans de nombreuses villes à travers le monde, y compris Paris (par exemple, aux Galeries Lafayette), Stuttgart (musée Mercedes-Benz), New York, Marseille, Londres, Genève, Lausanne, Hong Kong, Francfort, New Delhi et Vilnius,,,,,,.
Borker est le frère de Jules Borker, l'avocat de droits de l'homme qui a reçu la Légion d'honneur des mains du président François Mitterrand en 1990, et qui était aussi connu comme avocat de nombreuses personnalités politiques et historiques de premier plan telles que Josette Audin ou le survivant de l'Holocauste Elie Wiesel,,,.

## Vie personnelle
Jacques Borker était marié à Paulette Borker, qui a également participé à la résistance française pendant la Seconde Guerre mondiale, et qui est apparue dans le documentaire Toute la mémoire du monde réalisé par Alain Resnais en 1956.